# مارگوش وارطانیان
مارگوش ساموئلی وارطانیان (ارمنی: Մարգուշ Սամվելի Վարդանյան؛ انگلیسی: Margoush Vardanian زادهٔ ۱۶ نوامبر ۱۹۵۰) یک سیاستمدار و داروساز اهل ارمنستان است که از تاریخ ۱۹۹۵ تا تاریخ ۱۹۹۹ سمت نمایندگی دوره مجلس ملی جمهوری ارمنستان را برعهده داشت.

## زندگی‌نامه
در ۱۶ نوامبر ۱۹۵۰ در خوجورنی به دنیا آمد و از انستیتو پزشکی و دارویی پیتیگورسک فارغ‌التحصیل شد. 